# تپه علنقیه
تپه علنقیه مربوط به دوران پیش از تاریخ ایران باستان است و در شهرستان تاکستان، روستای علنقیه واقع شده و این اثر در تاریخ ۲۵ اسفند ۱۳۷۸ با شمارهٔ ثبت ۲۶۳۲ به‌عنوان یکی از آثار ملی ایران به ثبت رسیده است.